# Идентичное христианство
«Христианская идентичность» (англ. Christian Identity), «идентичное христианство» (Identity Christianity) — интерпретация христианства, согласно которой только кельтские и германские народы, включая англосаксонские, скандинавские этносы, или «арийские» народы и люди родственной им крови, считаются потомками Авраама, Исаака и Иакова и, следовательно, являются потомками древних израильтян.
Может рассматриваться как антисемитская разновидность британского израилизма. «Идентичное христианство» практикуется отдельными лицами, независимыми общинами и некоторыми тюремными бандами. Это течение не является организованной формой религии и не связано с конкретными христианскими конфессиями. Его богословие представляет собой расовую интерпретацию христианства. Теология «христианской идентичности» оказалась мощным инструментом вербовки политически мотивированных антисемитов, поскольку антисемитизм в рамках этой идеологии может быть теологически «оправдан» и облечён в форму религиозных ценностей. Однако «христианская идентичность» не признаётся ни одной другой деноминацией в качестве подходящего выражения христианства.
Идеи «идентичного христианства» начали развиваться в начале 1900-х годов среди тех приверженцев британского израилизма, которые считали «избранным народом» европейцев, а евреев и «небелых» — проклятыми отпрысками Каина, который, по их мнению, был «змеиным гибридом». Этот аспект теологии «идентичного христианства» обычно называют «змеиным семенем» или доктриной двух источников семени. Позднее многие из этих учений переняли секты и банды сторонников превосходства «белой расы».
«Идентичное христианство» продвигает идею, что все «небелые» (люди, не имеющие полностью европейского происхождения) будут либо истреблены, либо порабощены, чтобы служить «белой расе» в новом Царстве Небесном на Земле под властью Иисуса Христа. Согласно доктрине «идентичного христианства», только «адамические» (белые) люди могут достичь спасения и войти в рай. Многие из «идентичных христиан» являются миллениалистами.
Антидиффамационная лига и Южный центр правовой защиты бедноты рассматривают «идентичное христианство» в качестве расистского, антисемитского движения, разделяющего идеологию превосходства «белой расы».

## История
Движение «идентичного христианства» сформировалось в Соединённых Штатах в 1920-х — 1930-х годах как ответвление британского израилизма. В то время как первые британские израилиты, включая Эдварда Хайна и Джона Уилсона, были филосемитами, «идентичное христианство» отличается антисемитской теологией. Антидиффамационная лига так описывает появление христианской идентичности из британского израилизма:

Оказавшись на американских берегах, британский израилизм начал развиваться. Первоначально верующие рассматривали современных евреев как потомков тех древних израильтян, которые никогда не были «потерянными» коленами. К ним могли относиться критически, но, учитывая их значительную роль в британо-израилитской генеалогической схеме, к ним обычно не относились с враждебностью. Однако к 1930-м годам в США движение стал пронизывать антисемитизм (хотя некоторые из его приверженцев придерживались традиционных верований, и небольшое количество таких традиционалистов всё еще существует в США).
В своей книге «Христианская идентичность: арийско-американская родословная религия» Честер Куорлз описывает возникновение христианской идентичности из британского израилизма как «примечательную трансформацию», поскольку традиционные британские израилиты были сторонниками филосемитизма, который парадоксальным образом сменился антисемитизмом и расизмом. Британский израилизм имел несколько сторонников-евреев, а также получал поддержку со стороны раввинов на протяжении XIX века. В британской политике он поддерживал Бенджамина Дизраэли, который имел предков-сефардов. «Идентичное христианство», возникшее в 1920-х годах, стало антисемитским, пропагандируя идею, что евреи являются потомками Сатаны или идумеев — хазар (хазарский миф).
Британский израилизм в сочетании с идеей «мирового еврейского заговора» составляли представления Уильяма Кэмерона, начавшего свою карьеру в качестве писателя для еженедельной газеты Генри Форда Dearborn Independent и публиковавшего еженедельную серию антисемитских статей, позднее собранных в четырёхтомный труд под названием «Международное еврейство» (1920—1922). Кэмерон использовал основную идею британского израилизма и на её основе сделал вывод, что представители «англосаксонской расы» были истинным избранным народом Божьим. Он пришёл к заключению, что люди, называвшие себя евреями и утверждавшие, что они избранный народ, являются самозванцами и мошенниками. Другой известный американский антисемит, Джеральд Б. Уинрод, «Jayhawk Nazi», последовал его примеру.
Ранней работой, продвигавшей идеи британского израилизма, была книга «Потерянный Израиль, найденный в англосаксонской расе» Э. П. Ингерсолла, опубликованная в 1886 году. За ней последовали работы Говарда Рэнда 1920-х годов.
Рэнд был юристом из Массачусетса, получившим юридическое образование в Университете штата Мэн. Он вырос как британский израилит, его отец познакомил его в раннем возрасте с работой Джона Аллена «Скипетр Иуды и первородство Иосифа» (1902). Примерно в 1924 году Рэнд начал утверждать, что евреи произошли от Исава или хананеев, а не от колена Иуды. Он никогда не заходил так далеко, чтобы защищать доктрину «змеиного семени», согласно которой современные евреи являются потомками сатаны; он лишь утверждал, что они не прямые потомки Иуды. Рэнд считается «переходной» фигурой от британского израилизма к «идентичному христианству», а не его фактическим основателем.
Рэнд известен тем, что ввёл термин «христианская идентичность». В 1933 году он основал Англосаксонскую федерацию Америки, организацию, которая продвигала его точку зрения, что евреи не произошли от Иудеи. Это первым важным шагом от британского израилизма к «идентичному христианству». Начиная с мая 1937 года в Соединённых Штатах проходили ключевые встречи британских израилитов, которых заинтересовала теория Рэнда, согласно которой евреи не являются потомками Иуды. Эти встречи стали катализатором зарождения «христианской идентичности». К концу 1930-х годов члены группы придерживались идеи, что евреи являются отпрысками сатаны и демонизировали их и неевропеоидные расы. Уильям Дадли Пелли, основатель клерикального фашистского движения «Серебряные рубашки», в начале 1930-х годов находился под влиянием британского израилизма. В конце 1930-х годов также были установлены связи между «идентичным христианством» и Ку-клукс-кланом, но к тому времени апогей возрождения Ку-клукс-клана уже миновал.
В то время как многие ключевые аспекты «идентичного христианства», такие как доктрина змеиного семени, существовали в рамках британского израилизма ещё в 1880-х годах, собственно «идентичное христианство» выделилось в качестве отдельного движения в 1940-е годы, в первую очередь в связи с вопросами расизма и антисемитизма, а не христианского богословия. Основателем движения считается Уэсли Свифт. Он стал доминирующей фигурой в разработке и организации движения «христианской идентичности» в Соединённых Штатах в 1940-х годах. Свифт интегрировал в доктрину «христианской идентичности» идею «расовой чистоты». Сын методистского священника, Уэсли Свифт родился в Нью-Джерси, позднее переехал в Лос-Анджелес, чтобы поступить в Библейский колледж. Утверждается, что он мог быть «организатором группы Ку-клукс-клана и инструктором стрелковой группы клана» в Калифорнии. В 1946 году он основал собственную церковь в Ланкастере, штат Калифорния, под влиянием Говарда Рэнда назвав её Англо-саксонской христианской конгрегацией. В 1950-х годах он был представителем «Крестового похода христианских националистов» (Джеральда Смита) на Западном побережье США. Он вёл ежедневные радиопередачи в Калифорнии в 1950-х и 1960-х годах, благодаря которым смог донести свою идеологию до большой аудитории. Благодаря усилиям Свифта его церковь приобрела некоторую известность, что привело к основанию подобных церквей по всей стране.
В конце концов, название его церкви было изменено на Церковь Иисуса Христа-Христианина, сегодня это название используется организацией «Арийские нации». Одним из соратников Свифта был полковник в отставке Уильям Поттер Гейл. Гейл стал ведущей фигурой в антиналоговых и военизированных движениях 1970-х и 1980-х годов, начиная с Калифорнийских рейнджеров и Posse Comitatus, а также участвовал в создании американского движения ополчения.
В 1950-х годах Свифт завербовал Ричарда Гирнта Батлера, бывшего члена пронацистского «Легиона Серебряных рубашек» Уильяма Дадли Пелли, который быстро стал его главным помощником и самым преданным приверженцем.
Будущий основатель «Арийских наций» Ричард Батлер, поклонник Гитлера и сенатора от Висконсина Джозефа Маккарти, был представлен Уэсли Свифту Уильямом Гейлом в 1962 году. По мере того, как Свифт старел, Батлер взял на себя больший контроль над движением «христианской идентичности», которое к началу 1960-х годов состояло из десятков связанных общин по всем США, сконцентрированных в основном на Западе и Юго-Востоке. В дополнение к введению Свифтом концепта «расовой чистоты» в теологию «христианской идентичности» Батлер усовершенствовал эту идею, обозначив евреев как буквальное порождение Сатаны. Когда Свифт умер в 1971 году, Батлер боролся против Гейла, Джеймса Уорнера и вдовы Свифта за контроль над церковью. В итоге Батлер получил контроль над организацией и перевел её из Калифорнии в Хейден-Лейк, штат Айдахо, в 1973 году.
В сотрудничестве с американским неонацистским лидером Джорджем Линкольном Рокуэллом Батлер работал над объединением неонацистской политики с христианской религией, полагая, как и Рокуэлл, что близость американцев к христианству и христианской символике будет полезна для популяризации нацистских политических убеждений и заложит основу для возможного успеха на выборах.
Движение «идентичного христианства» впервые привлекло широкое внимание средств массовой информации в 1984 году, когда неонацистская террористическая группа The Order начала преступную деятельность, сопряжённую с убийствами. Позднее организация была подавлена ФБР. С движением «идентичного христианства» также был связан налоговый уклонист и организатор движения ополчения Гордон Каль, чья смерть в перестрелке с федеральными властями в 1983 году вдохновила The Order. Движение снова привлекло общественное внимание в 1992 и 1993 годах, после смертельной конфронтации в Руби-Ридж, когда газеты раскрыли, что с последователями «идентичного христианства» имел некоторые связи бывший «зеленый берет» и правый сепаратист Рэнди Уивер.

## Идеология
Религиовед и политолог Майкл Баркун выделил три ключевых принципа христианской идентичности: (1) «белые арийцы» являются потомками колен Израиля согласно Библии; (2) евреи — дети дьявола; и (3) мир приближается к финальной апокалиптической борьбе между добром и злом, в которой «арийцы» принимают участие, чтобы спасти мир от еврейского заговора. Христианская идентичность утверждает, что «белая раса» является преимущественно семитской, поскольку она состоит из потомков потерянных овец Дома Израилева. Поэтому, по их мнению, обвинять «белых» верующих в антисемитизме нелогично. С точки зрения христианской идентичности, их убеждения могут быть антиеврейскими, но не антисемитскими.
«Идентичное христианство» не является организованной формой религии. Эту идеологию разделяют отдельные лица, независимые общины и некоторые тюремные банды. Учение включает теологию превосходства «белой расы», которая продвигает расовую интерпретацию христианства. Некоторые церкви «идентичного христианства» используют более жёсткую риторику, чем другие, но все они разделяют идею, что расой, избранной Богом являются «арийцы», а не евреи.
Учение «идентичного христианства» разрабатывались и продвигались преимущественно двумя авторами, которые считали европейцев избранным народом, а евреев — проклятыми потомками Каина, «змеиного гибрида». Это положение известно как доктрина двухсеменной (или дуальносеменной) линии. Уэсли Свифт создал учение, согласно которому у неевропеоидных народов нет души и поэтому они никогда не смогут заслужить Божьего благоволения или спастись.
Не существует единого документа, который выражал бы систему убеждений «идентичного христианства»; есть много разногласий по поводу положений учения, поскольку движение не имеет центральной организации или штаб-квартиры. Однако все «идентичные христиане» разделяют идею, что Адам и его потомки были исключительно «белыми». Они считают, что все «небелые расы» являются преадамитами, то есть появившимися ранее Адама, поскольку, согласно «идентичному христианству», они принадлежат к отдельным видам. Согласно этой доктринальной позиции, «небелые расы» нельзя приравнивать к адамитным или вывести из последних. Сторонники «идентичного христианства» цитируют отрывки из Ветхого Завета, которые, по их мнению, содержат запрет, наложенный Яхве на межрасовые браки.
Приверженцы «идентичного христианства» утверждают, что «белые» люди Европы или европеоиды в целом являются слугами Бога, согласно обетованиям, данным Аврааму, Исааку и Иакову. Утверждается, что ранние европейские племена на самом деле были десятью потерянными коленами Израиля и, следовательно, законными наследниками Божьих обетований и избранным Богом народом. Колин Кидд писал, что в Соединённых Штатах «идентичное христианство» использовала «загадку десяти потерянных колен, чтобы оправдать откровенно антисемитскую и враждебную расистскую программу». По словам Майкла Макфарланда и Гленна Готфрида, христианство использовалось по причине его статуса традиционной религии Соединённых Штатов, что позволило «идентичному христианству» отстаивать положение, согласно которому «белые» американцы имеют общую идентичность, а по причине разнообразия возможных интерпретаций Библии.
Представление о том, что евреи вместе с «цветными доадамическими расами», или «грязными людьми», на протяжении всей истории составляли заговоры против «белых» адамических народов, подкрепляется верой в то, что мир теперь почти полностью находится во власти этих «антиарийских» сил. Правительство Соединённых Штатов рассматривается как проявление этой тирании, обычно известной последователям «христианской идентичности» как «Сионистское оккупационное правительство» (ZOG). Утверждается, что еврейский антихрист или «Сионистское оккупационное правительство» правят в Вашингтоне и подчиняются приказам евреев-интернационалистов в Израиле, ООН и Fortune 500. «Идентичное христианство» открыто исповедовалось некоторыми американскими правыми «ополченцами» и террористическими ячейками, члены которых выразили заинтересованность в приобретении или использовании патогенов и токсических химических веществ в качестве оружия против своих «противников», включая представителей «Сионистского оккупационного правительства», которое, по их мнению, контролируется «сатанинскими» евреями.
Во второй половине 1980-х годов группы «христианской идентичности» разработали различные планы сецессии отдельной «арийской» территории, тема, предвосхищенная романом Уильяма Пирса. В рамках «христианской идентичности» в качестве первого этапа революции предполагалось создание «белой» Калифорнии.
Стремясь сделать из США «расово чистое», государство, «идентичные христиане» выражают недоверие Конгрессу или правительству США, которые, по их мнению, контролируются евреями. Из этого они делают вывод, что политические изменения могут быть осуществлены только с применением силы. Однако неудачный опыт террористической группировки The Order заставил их признать, что в настоящее время они не в состоянии свергнуть правительство, устроив против него вооруженный мятеж. Поэтому движение «идентичного христианства» ищет альтернативу насилию и идее свержения правительства, взамен продвигая идею создания «Белого арийского бастиона» или белого этногосударства, такого как Северо-Западный территориальный императив.

## Численность
По оценкам, группы «идентичного христианства» насчитывают две тысячи членов в Соединённых Штатах и неизвестное количество членов в Канаде и других странах Британского Содружества. Предполагается, что благодаря продвижению доктрин «идентичного христианства» по радио, а затем и через Интернет, ещё 50 тысяч лиц, неаффилированных с группами «идентичного христианства», придерживаются данных убеждений.